# 佤邦人民政府
佤邦人民政府，正式名称为缅甸第二特区（佤邦）人民政府，简称佤邦政府，是由佤邦联合党领导的佤邦中央政权名称。现任主席为鲍有祥。
1995年5月11日，佤邦联合党组建了佤邦人民政府。
佤邦人民政府下辖县级人民政府、区级人民政府、乡级人民政府。
佤邦人民政府设置的部门有：邦务委员会、财政部（下辖工商局、食品药品监管局）、对外关系部、建设部、政工部（下辖教育委员会）、农林水利部（下辖农业局、林业局、水利局）等。佤邦司法委员会领导各级司法部门。